# Леонид
Леонид је мушко име грчког порекла.

## Носиоци имена

### А
- Леонид Александријски
- Леонид Андрејев
- Леонид Атински

### Б
- Леонид Бајдак
- Леонид Браиловски
- Леонид Брежњев

### В
- Леонид Волков

### Г
- Леонид Говоров
- Леонид Грчев

### К
- Леонид Каневски
- Леонид Канторович
- Леонид Кизим
- Леонид Комаров
- Леонид Кравчук
- Леонид Кулик
- Леонид Курављов
- Леонид Кучма

### Л
- Леонид Ленарчич

### О
- Леонид Осика

### П
- Леонид Пасечник
- Леонид Пилиповић
- Леонид Питамиц

### Р
- Леонид Ратнер

### С
- Леонид Симонович-Никшич
- Леонид Слуцки
- Леонид Соларевић
- Леонид Стадник

### У
- Леонид Устнедумски

### Х
- Леонид Хабаров
- Леонид Хурвич

### Ш
- Леонид Шејка